# ガエターノ・プニャーニ
ガエターノ・プニャーニ（Gaetano Pugnani, 1731年11月27日トリノ - 1798年7月15日トリノ）は、イタリアのヴァイオリニスト、作曲家。フルネームはジュリオ・ガエターノ・ジェロラモ・プニャーニ（Giulio Gaetano Gerolamo Pugnani）。

## 経歴
10歳の時、師であるジョヴァンニ・バッティスタ・ソミスが率いるトリノのレージョ劇場のオーケストラで演奏した。1748年、同オーケストラに正式に採用された。
1749年に奨学生としてローマのヴィンチェンツォ・チャンピに対位法を学び、1750年にトリノに戻った。
1754年にパリのコンセール・スピリチュエルでみずからのヴァイオリン協奏曲を演奏し、そのほかオランダ、ロンドン、ドイツなど、演奏旅行した。
1763年にトリノの宮廷楽団で第2ヴァイオリンの首席奏者となった。
1767年にロンドンのキングス劇場の指揮者となり、ここで1769年に彼の最初のオペラ「ナネッタとルビーノ」を指揮した。
1770年にトリノの宮廷楽団の首席コンサートマスター、指揮者に就任。
1776年にトリノの宮廷ヴィルトゥオーソ、器楽部門総監督に、1786年に軍楽隊の楽長となった。この間1780年から1782年、弟子のジョヴァンニ・バッティスタ・ヴィオッティとともにロシアで演奏旅行を行った。

## 主な作品
- 器楽作品
  - 18曲のソナタ
  - トリオ・ソナタ（多数）
  - 6曲の弦楽四重奏曲
  - 五重奏曲（さまざまな編成）
  - 12曲のシンフォニア、序曲（オーケストラ）
  - ヴァイオリン協奏曲
- 声楽作品
  - アリア、カンタータ（各複数）
  - オラトリオ「解放されたベトゥーリア」
- オペラ
  - ナネッタとルビーノ（1769年ロンドンで初演）
  - イセア（1771年トリノで初演）
  - アドニスとヴィーナス（1784年ナポリで初演）
  - スキロスのアキレス（1785年トリノで初演）
  - デモフォオンテ（1787年トリノで初演）
  - ロードス島のデメトリオ（1789年トリノで初演）